# جون ر. هيزل
جون ر. هيزل (بالإنجليزية: John R. Hazel)‏ هو قاضي ومحامي أمريكي، ولد في 18 ديسمبر 1860 في بوفالو في الولايات المتحدة، وتوفي في 31 أكتوبر 1951.